# Garmīch
Garmīch (persiska: گرميچ) är en ort i Iran.   Den ligger i provinsen Mazandaran, i den norra delen av landet, 140 km nordost om huvudstaden Teheran. Garmīch ligger 14 meter över havet och antalet invånare är 271.
Terrängen runt Garmīch är platt, och sluttar norrut. Runt Garmīch är det tätbefolkat, med 286 invånare per kvadratkilometer. Närmaste större samhälle är Babol, 11,0 km nordost om Garmīch. Trakten runt Garmīch består till största delen av jordbruksmark.